# 4809 Robertball
4809 Robertball (1928 RB) là một tiểu hành tinh vành đai chính được phát hiện ngày 5 tháng 9 năm 1928 bởi M. F. Wolf ở Heidelberg. Nó được đặt theo tên của nhà thiên văn học Ireland Robert Stawell Ball.